# Coccoloba declinata
Coccoloba declinata là một loài thực vật có hoa trong họ Rau răm. Loài này được (Vell.) Mart. mô tả khoa học đầu tiên năm 1837.